# Personifikacja

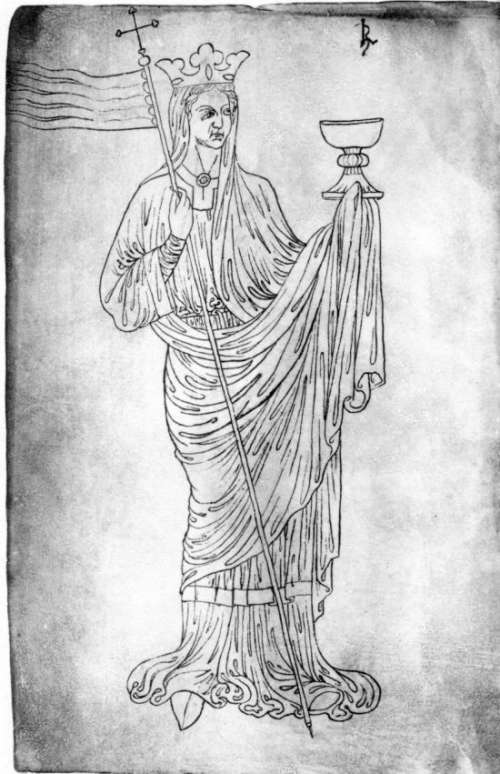
Personifikacja Kościoła trzymająca kielich i labarum. Karta ze szkicownika Villarda de Honnecourt, XIII wiek.

Personifikacja (z łac. persona – osoba i facere – robić) lub uosobienie – figura retoryczna i środek stylistyczny polegające na metaforycznym przedstawianiu zwierząt i roślin, przedmiotów nieożywionych, zjawisk lub idei jako osób ludzkich – szczególnie często personifikuje się pojęcia abstrakcyjne, zwłaszcza jako wygłaszające przemowy.
W klasycznej retoryce jest wiele przykładów przemów (apostrof) spersonifikowanych pojęć, które miewają charakter prozopopei – np. przemowa ganiącej Katylinę Ojczyzny w pierwszej Katylinarce Cycerona. Jako taka personifikacja stanowi szczególną odmianę animizacji. Poza retoryką i literaturą w języku potocznym częste są tzw. personifikacje utarte, np. „wstaje dzień”, „zwariowany rok”. Przykładem personifikacji może być Śmierć w Rozmowie Mistrza Polikarpa ze Śmiercią.
Personifikacja występuje także w sztukach plastycznych, gdzie stanowi przedstawienie pojęć abstrakcyjnych jako postaci ludzkich, posługujących się odpowiednimi atrybutami (np. pór roku, sprawiedliwości, Eklezji i Synagogi itd.).

## Personifikacja a antropomorfizacja
Granica między personifikacją a antropomorfizacją jest nieostra, oba te pojęcia bywają także uznawane za synonimy. Podstawą rozróżnienia między personifikacją a antropomorfizacją jest wysoki stopień konwencjonalizacji tej pierwszej – personifikacje odznaczają się sztucznością i umownością, stanowią często silnie utrwalone w tradycji literackiej obrazy – antropomorfizacja jest mniej skonwencjonalizowana, a przy tym często nie likwiduje całkowicie naturalnej przynależności bytowej przedstawionych zjawisk, przypisując ludzkie cechy psychiczne lub fizyczne tylko niektórym ich aspektom, stanowi łagodną psychizację świata przyrody.
Ani pojęcie personifikacji, ani pojęcie antropomorfizacji nie były znane starożytnej klasyfikacji figur retorycznych – w ograniczonym zakresie zastępowało je w niej pojęcie prozopopei. Rozróżnienie personifikacji i antropomorfizacji jest szczególnie trudne w tych utworach literackich, w których ich użycie jest szczególnie oryginalne i zindywidualizowane.

## Personifikacja a alegoria, prozopopeja, metafora i emblem

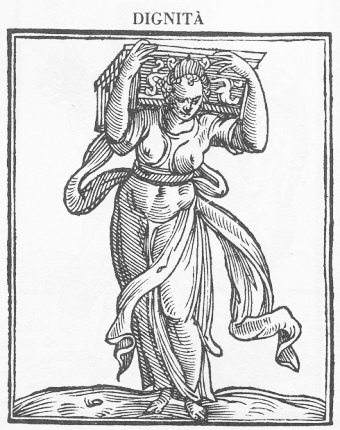
Przedstawienie Godności z Ikonologii Cesarego Ripy

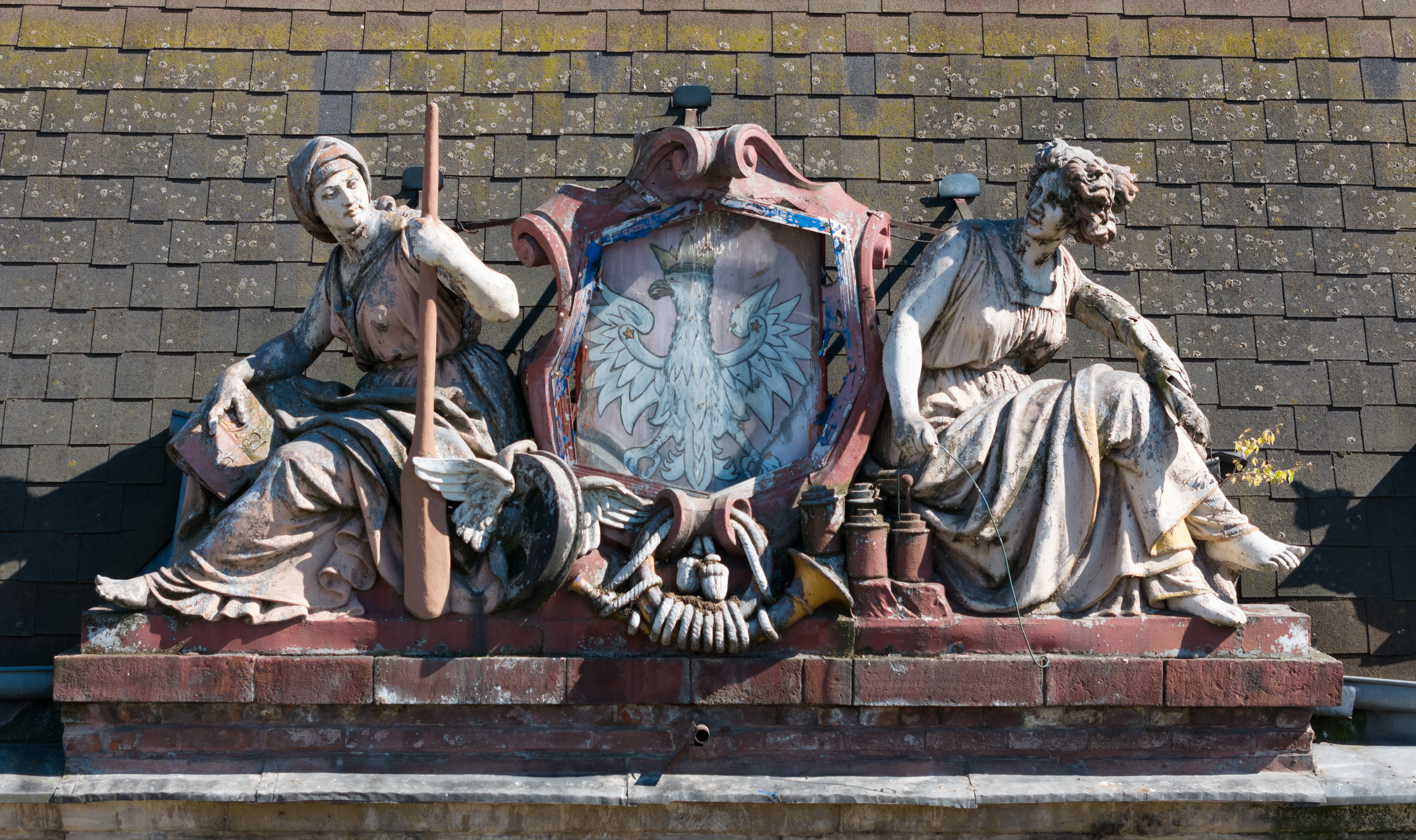
Personifikacje transportu i łączności na budynku poczty głównej w Kłodzku

Ze względu na swój skonwencjonalizowany charakter personifikacje bardzo często wiążą się z alegoriami lub same stanowią alegorie. Z punktu widzenia języka poetyckiego personifikacje są często występującą odmianą metafory, przejawiającą tendencje do przechodzenia w rozbudowane obrazy poetyckie. Uznawanie personifikacji za metafory lub alegorie jest częste (np. P. Valesio pisze, że „wszystkie personifikacje są metaforami, ale nie odwrotnie”) – bywa jednak podważane. Klasyfikowaniu personifikacji jako odmiany alegorii sprzeciwia się Jerzy Ziomek w Retoryce opisowej.
Według Ziomka personifikacja jako figura retoryczna pozostaje w bliskim związku z sermocinatio, figurą polegającą na odautorskim przypisaniu fikcyjnym lub realnym postaciom dialogów i monologów. Sermocinatio może nabrać szczególnego waloru poprzez zabieg fictio personae, przypisaniu słów tym, którzy nie mogli ich wypowiedzieć – w tym przedmiotom i pojęciom. Poddane takiemu zabiegowi przedmioty i pojęcia uzyskują status zbliżony do dramatis persona – lub nawet, zwłaszcza w moralitecie, stają się rzeczywistymi osobami dramatu. Zabieg fictio personae był bardzo częsty w skłonnej do alegoryzmu literaturze średniowiecznej – w moralitetach i innych dziełach alegorycznych (np. w Roman de la Rose) bardzo często pojawiają się przemawiające personifikacje, takie jak Wiara, Nadzieja, Herezja, Kościół itp. Lista przedmiotów i pojęć mogących ulec fictio personae jest praktycznie nieograniczona, najczęściej jednak są to pojęcia kluczowe dla kultury zachodniej przedstawione w sposób konwencjonalny. Według Ziomka prozopopeja jest więc zawsze personifikacją, chociaż nie zawsze personifikacja jest prozopopeją – w prozopopei pojęcie lub przedmiot, na którym dokonano zabiegu fictio personae musi być bowiem podmiotem (musi przemawiać, odgrywać jakąś rolę aktywną) – w personifikacjach, które nie są prozopopejami upersonifikowane przedmioty i pojęcia są natomiast biernymi obiektami opisu lub adresatami przemów.
W literaturze współczesnej nie występuje typowy dla średniowiecza alegoryzm, personifikacje stanowiące zarazem prozopopeje są więc dość rzadkie – częste natomiast są personifikacje niebędące prozopopejami, dlatego też w języku poetyckim personifikacje, które nie są metaforami w ścisłym sensie, mogą być odbierane i postrzegane jako metafory. Z punktu widzenia klasyfikacji figur retorycznych (mogącego różnić się od punktu widzenia stylistyki i języka poetyckiego) personifikacja nie jest odmianą metafory. W personifikacji nie zachodzi bowiem kluczowy dla metafory zabieg eliminacji części znaczenia i wyboru wyróżnionej dominanty znaczeniowej.
Personifikacje nie są również alegoriami w ścisłym znaczeniu tego słowa. To, że bywają traktowane jako alegorie wynika z tego, że (zwłaszcza personifikacje będące prozopopejami) współtowarzyszą one alegoriom w sztuce średniowiecznej, ich duża liczba jest wynikiem tej samej postawy intelektualno-estetycznej, alegoryzmu średniowiecznego. Mimo tych wspólnych źródeł typowej dla personifikacji i alegorii estetyki z punktu widzenia klasyfikacji figur retorycznych personifikacja i alegoria to dwie różne figury. Wspólne dla alegorii i personifikacji jest to, że obydwie próbują w formie zmysłowego wyobrażenia przedstawić znaczenie słów lub odwrotnie, zmysłowym wyobrażeniom i przedmiotom realnym nadają znaczenie abstrakcyjne, powszechne, uogólnione. W alegoriach zachodzi jednak przy tym nie występujące w personifikacjach nadbudowanie znaczenia drugiego stopnia nad znaczeniem dosłownym – to nadbudowane znaczenie należy dopiero odszyfrować, czyli poddać procedurze alegorezy. Odszyfrowanie znaczenia nadbudowanego wymaga pewnego zasobu erudycji, gdyż nie jest ono związane ze znaczeniem pierwotnym bezpośrednio, ale tylko na mocy występujących w kulturze i tradycji literackiej utrwalonych skojarzeń i wzorów. Tak np. kobieta zakuta w kajdany może być alegorią zniewolonej ojczyzny – zakuta w kajdany kobieta jest tu znaczeniem pierwotnym, zniewolona ojczyzna znaczeniem nadbudowanym, by jednak ustalić, że dane wyobrażenie kobiety zakutej w kajdany jest alegorią właśnie zniewolonej ojczyzny, trzeba pewnego zasobu wiadomości o konwencjach kulturowych. W personifikacji nie zachodzi natomiast taki brak bezpośredniego związku między znaczeniem nadbudowanym a pierwotnym – personifikacja Ojczyzny występuje bezpośrednio jako Ojczyzna, co jest wiadome wprost dla każdego odbiorcy.
W wieku XVI i XVII istniały słowniki i kompendia personifikacji – jednym z ważniejszych jest Ikonologia Cesarego Ripy (1593). Do tworzenia tego rodzaju opracowań skłaniało właśnie nieobecne w kulturze współczesnej zamiłowanie do tego rodzaju zabiegów. Ripa w swoim dziele przedstawia szereg upersonifikowanych pojęć – Arte (Sztuka), Necessità (Konieczność), Natura, Symetria itp., wraz z przysługującymi im na mocy tradycji akcesoriami. Władysław Tatarkiewicz opisuje przedstawione przez Ripę postacie jako alegorie, Jerzy Ziomek uznaje jednak to określenie za nietrafne. Według Ziomka nie są to alegorie, ale właśnie personifikacje – personifikowanie polega na wyposażeniu pojęć w aktywne lub bierne cechy ludzkie, co odbywa się na wspólnym dla personifikowanego pojęcia i nadawanych mu cech poziomie znaczeniowym, podczas gdy alegoria wymaga jeszcze dodatkowego poziomu znaczeniowego. Nie jest tu według Ziomka istotne, że także trafne odczytywanie personifikacji wymaga czasem podobnie jak w przypadku alegorii pewnej erudycji – choćby właśnie personifikacje z Ikonologii Ripy można odczytać jedynie przez znajomość przypisanej im emblematyki (np. personifikację poezji rozpoznaje się jako Poezję dlatego, że ma ona wieniec laurowy), i właśnie dlatego tego rodzaju słowniki były w swoich czasach potrzebne. Według Ziomka świadczy to tylko o tym, że tak alegoria, jak i personifikacja, choć nie tożsame ze sobą, pełnią podobną funkcję – pośredniczenia między znakiem językowym a znakiem ikonicznym.